# Lukas J. Gooßen
 Lukas Johannes Gooßen (* 16. Oktober 1969 in Bielefeld) ist ein deutscher Chemiker (Organische Chemie und organische Synthese, Katalyse).
Gooßen (im Englischen Goossen zitiert) studierte ab 1989 Chemie an der Universität Bielefeld und der University of Michigan (1992 bei A. Ashe). Nach dem Diplom in Bielefeld 1994 war er bei Kurt Peter C. Vollhardt an der University of California, Berkeley und danach bei Wolfgang A. Herrmann an der TU München, bei dem er 1997 promoviert wurde (Dissertation: Functionalized Imidazolin-2-ylidene-Metal Complexes in Catalysis). Als Post-Doktorand war er 1998 bei K. Barry Sharpless am Scripps Research Institute und 1999 bis 2000 am zentralen Forschungslabor der Bayer AG. 2000 ging er an das Max-Planck-Institut für Kohlenforschung zu Manfred T. Reetz, wo er sich 2003 habilitierte (Habilitationsschrift: New Transition Metal-Catalyzed Reactions for Organic Synthesis) und 2003/04 Gruppenleiter war. 2004/05 war er Heisenberg-Stipendiat an der RWTH Aachen und 2005 wurde er Professor an der TU Kaiserslautern. 2016 wurde er Professor für Organische Chemie an der Ruhr-Universität Bochum (Evonik Chair).
2008 war er Gastprofessor an der University of Toronto.
2002 erhielt er den Chemie-Preis der Akademie der Wissenschaften zu Göttingen für  seine Aufsätze Palladium-Katalysierte Synthesen von Arylketonen aus Carbonsäuren und Boronsäuren, Palladium-Katalysierte Silylierungen von Aromaten und Untersuchungen zu abfallfreien Heck-Reaktionen. 2007 erhielt er den Carl-Duisberg-Gedächtnispreis.

## Schriften
- als Herausgeber: Inventing Reactions, Springer 2013
  - darin mit Käthe Gooßen: Decarboxylative Coupling Reactions